# Strnádek
Strnádek je české rodové jméno pro ptáky dvou rodů z čeledi Passerellidae, zejména rodu Atlapetes. Dále sem patří dva druhy rodu Arremon, dříve řazené do zrušeného rodu Lysurus. Naopak do rodu Atlapetes byly přesunuty dva druhy ze zrušeného rodu Pselliophorus, které tak stále nesou české rodové jméno pipilo. Dále je v rodě Atlapetes sedm druhů, které nemají český název.
Uvedené druhy se v přírodě vyskytují v severozápadní Jižní Americe (nejjižněji se vyskytují v severní Argentině) a na severu zasahují do Mexika.
| Český název                                                   | Latinský název | Obrázek | Domovina       | Poddruhy (poznámka) |
| ------------------------------------------------------------- | --- | ------- | -------------- | --- |
| strnádek antioquiský                                          | Atlapetes blancae Donegan, 2007                                                                                        |         | Kolumbie       | (kriticky ohrožený) |
| strnádek bělohlavý                                            | Atlapetes albiceps (Taczanowski, 1884)                                                                                 |         | Ekvádor a Peru | |
| strnádek běloskvrnný syn. (habije bělokřídlá)                 | Atlapetes leucopterus (Jardine, 1856)                                                                                  |         |                | A. l. dresseri A. l. leucopterus A. l. paynteri                                                                                                |
| strnádek bělošíjný                                            | Atlapetes albinucha (Lafresnaye & d'Orbigny, 1838)                                                                     |         |                | A. a. albinucha A. a. azuerensis A. a. brunnescens A. a. coloratus A. a. fuscipygius A. a. griseipectus A. a. gutturalis A. a. parvirostris    |
| strnádek bělovousý syn. (strnádek vousatý)                    | Atlapetes albofrenatus (Boissonneau, 1840)                                                                             |         |                | |
| strnádek bledý syn. (pipilo bledý)                            | Atlapetes pallidiceps (Sharpe, 1900)                                                                                   |         | Ekvádor        | (ohrožený) |
| strnádek čepičatý                                             | Atlapetes pileatus Wagler, 1831                                                                                        |         |                | A. p. dilutus A. p. pileatus |
| strnádek černohlavý                                           | Atlapetes melanocephalus (Salvin & Godman, 1880)                                                                       |         |                | |
| strnádek ekvádorský                                           | Atlapetes seebohmi (Taczanowski, 1883)                                                                                 |         |                | A. s. celicae A. s. seebohmi A. s. simonsi |
| strnádek hnědohlavý syn. (strnádek tepuový)                   | Atlapetes personatus (Cabanis, 1848)                                                                                   |         |                | A. p. collaris A. p. duidae A. p. jugularis A. p. paraquensis A. p. parui A. p. personatus                                                     |
| strnádek hnědoolivový                                         | Atlapetes fuscoolivaceus Chapman, 1914                                                                                 |         |                | (téměř ohrožený) |
| strnádek hnědovousý syn. (strnádek rezavoprsý)                | Atlapetes semirufus (Boissonneau, 1840)                                                                                |         |                | A. s. albigula A. s. benedettii A. s. denisei A. s. majusculus A. s. semirufus A. s. zimmeri                                                   |
| strnádek kolumbijský                                          | Atlapetes flaviceps Chapman, 1912                                                                                      |         |                | (téměř ohrožený) |
| strnádek obroučkový                                           | Atlapetes leucopis (P. L. Sclater & Salvin, 1878) syn. (Atlapetes leucopsis)                                           |         |                | |
| strnádek peruánský syn. (pipilo peruánský)                    | Atlapetes melanopsis Valqui & Fjeldså, 2002 syn. (Atlapetes melanops, Buarremon melanops)                              |         |                | (téměř ohrožený) |
| strnádek rezavobřichý                                         | Atlapetes nationi (P. L. Sclater, 1881)                                                                                |         |                | A. n. brunneiceps A. n. nationi |
| strnádek rezavohlavý                                          | Atlapetes rufigenis (Salvin, 1895)                                                                                     |         |                | |
| strnádek rezavotýlý                                           | Atlapetes rufinucha (d'Orbigny & Lafresnaye, 1837)                                                                     | Bolívie |                | A. r. carrikeri A. r. rufinucha |
| strnádek šedočerný                                            | Atlapetes schistaceus (Boissonneau, 1840)                                                                              |         |                | A. s. castaneifrons A. s. fumidus A. s. schistaceus A. s. taczanowskii A. s. tamae                                                             |
| strnádek šedotýlý syn. (strnádek bledotýlý)                   | Atlapetes pallidinucha (Boissonneau, 1840)                                                                             |         |                | A. p. pallidinucha A. p. papallactae |
| strnádek tříbarvý                                             | Atlapetes tricolor (Taczanowski, 1874)                                                                                 |         |                | |
| strnádek vilcabambský                                         | Atlapetes terborghi Remsen, 1993                                                                                       |         |                | (téměř ohrožený) |
| „strnádek žlutohrdlý“ synonymum strnádek bělošíjný žlutohrdlý | Atlapetes albinucha gutturalis (Lafresnaye, 1843)                                                                      |         |                | |
| strnádek žlutopásý                                            | Atlapetes citrinellus (Cabanis, 1883)                                                                                  |         |                | |
| strnádek žlutovousý                                           | Atlapetes fulviceps (d'Orbigny & Lafresnaye, 1837)                                                                     |         |                | |
| Druhy rodu Atlapetes s českým rodovým jménem pipilo           | |         |                | |
| pipilo žlutostehenný                                          | Atlapetes tibialis (Lawrence, 1864) syn. (Pselliophorus tibialis)                                                      |         |                | |
| pipilo žlutozelený                                            | Atlapetes luteoviridis (Griscom, 1924) syn. (Pselliophorus luteoviridis)                                               |         |                | (zranitelný) |
| Druhy rodu Atlapetes bez českého názvu                        | |         |                | |
|                                                               | Atlapetes canigenis Chapman, 1919 syn. (Atlapetes schistaceus canigenis)                                               |         |                | |
|                                                               | Atlapetes crassus Bangs, 1908 syn. (Atlapetes tricolor crassus)                                                        |         |                | |
|                                                               | Atlapetes forbesi Morrison, 1947 syn. (Atlapetes rufigenis forbesi)                                                    |         |                | |
|                                                               | Atlapetes latinuchus (Du Bus, 1855) syn. (Atlapetes rufinucha latinuchus)                                              |         |                | A. l. baroni A. l. caucae A. l. chugurensis A. l. comptus A. l. elaeoprorus A. l. latinuchus A. l. simplex A. l. spodionotus A. l. yariguierum |
|                                                               | Atlapetes melanolaemus (P. L. Sclater & Salvin, 1879) syn. (Atlapetes rufinucha melanolaemus) (Buarremon melanolaemus) |         |                | |
|                                                               | Atlapetes meridae (P. L. Sclater & Salvin, 1871) syn. (Atlapetes albofrenatus meridae)                                 |         | Venezuela      | |
|                                                               | Atlapetes nigrifrons Phelps & Gilliard, 1940 syn. (Atlapetes latinuchus nigrifrons)                                    |         |                | |
| Druhy rodu Arremon s českým rodovým jménem strnádek           | |         |                | |
| strnádek olivový                                              | Arremon castaneiceps (Sclater, 1859) syn. (Buarremon castaneiceps) (Lysurus castaneiceps)                              |         |                | |
| strnádek tlustozobý                                           | Arremon crassirostris (Cassin, 1865) syn. (Lysurus crassirostris)                                                      |         |                | |